# Kenji Tochio
Kenji Tochio (jap. 橡尾 健次, Tochio Kenji; * 26. Mai 1941) ist ein ehemaliger japanischer Fußballspieler.

## Nationalmannschaft
1961 debütierte Tochio für die japanische Fußballnationalmannschaft. Tochio bestritt zwei Länderspiele.

## Errungene Titel
- Kaiserpokal: 1961